# Matthias F. Mangold

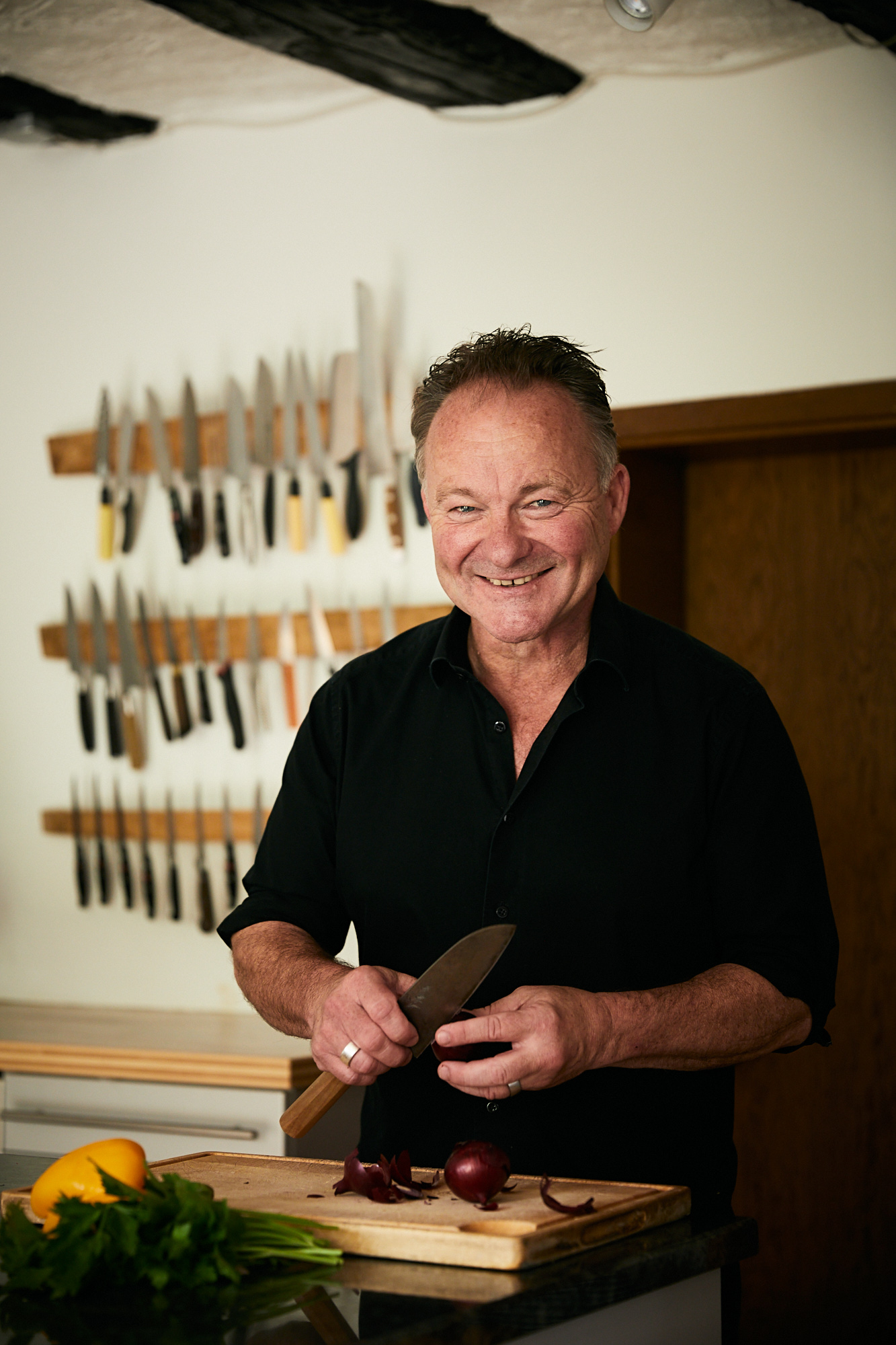
Matthias F. Mangold (2020)

Matthias F. Mangold (* 5. Mai 1962 in Kitzingen) ist ein deutscher Journalist, Kochbuchautor, Weintester und Betreiber einer Koch- und Weinschule.

## Leben
Mangold wuchs in Franken und in Fellbach bei Stuttgart auf. Kalifornien und München waren weitere Stationen, bevor er 2003 in die Pfalz zog, wo er bis heute lebt. Er ist verheiratet, hat einen Sohn, zwei Stiefkinder und zwei Enkelinnen.

## Schaffen
Nach dem Abitur lebte er mehr als zwei Jahre in den USA und arbeitete 1983/84 als Kellner, dann Weinkellner in dem kalifornisch-französischen Restaurant „Piret’s“ in Costa Mesa und La Jolla. Anschließend durchlief er eine abgeschlossene Ausbildung zum "California Massage Therapist" bei Getting in Touch in Santa Cruz. Nach dem Magisterstudium der Philosophie und Geschichte in Stuttgart von 1985 bis 1991 verdiente er ab 1991 sein Geld als freier Journalist in den Bereichen Musik und Gastronomie. Er war regelmäßiger Autor für Sonntag Aktuell, Musikexpress, Badische Zeitung, Frankfurter Rundschau Magazin und diverse Stadtmagazine, veröffentlichte aber auch in Focus, Rolling Stone und der Stuttgarter Zeitung. Parallel war er von 1985 bis 1994 Songschreiber, Sänger und Gitarrist der Stuttgarter Band The Tape, mit der er 1991 die CD "Appachese Games" auf dem Label Jones & Jones Records veröffentlichte.
Von 1996 bis 1998 leitete Mangold die Presseabteilung der Plattenfirma Intercord und wechselte dann nach München zu BMG Ariola München, zunächst als Promotionchef, bevor er ab 1999 die Internetaktivitäten von BMG aufbaute und mit bmg-promotionservices.de das erste Extranet einer Plattenfirma weltweit erstellte.
Es folgten anderthalb Jahre bei der Münchner Agentur „konzepthaus“, wo er für die Inhalte von zielgruppengerichteten Publikationen wie Tchibo Magazin, MAN People oder Die Zeit Abo Extra zuständig war.
Seit 2003 betreibt Mangold in Venningen (Pfalz) seine eigene Firma „genusstur“, in der er Weinseminare, Kochkurse oder  Weintouren anbietet. Er hat dabei seine journalistische Autorentätigkeit weiter ausgebaut. Seit 2005 erschienen Koch- und Weinbücher. Sein „Heimatverlag“ als Autor ist Gräfe und Unzer, er schrieb aber auch Bücher für den Kosmos Verlag, Haedecke und für die Stiftung Warentest. Seine Bücher wurden teilweise in mehrere Sprachen übersetzt.
Von 2006 an verkostete er für den Gault & Millau Weinguide die Weine der Pfalz, ab 2012 in verantwortlicher Position. 2017 wechselte er in gleicher Funktion zum neu geschaffenen Vinum Weinguide, deren Chefredakteur er seit 2019 ist. Er schreibt darüber hinaus für das Vinum Magazin sowie für die Pirmasenser Zeitung. Außerdem ist er Gastrokritiker für den Meininger Restaurantführer Pfalz und in der Jury des Wettbewerbs So schmeckt die Südpfalz.
Von 2017 bis 2019 war Mangold in der ZDF-Kochshow Stadt, Land, Lecker als Mitglied der Jury dabei.

## Werke
- Die Pfalz im Glas, Höma Verlag 2005, ISBN 978-3-937-32910-9
- Rheinhessen im Glas, Höma Verlag 2006, ISBN 978-3-937-32914-7
- Genusskomplizen, Höma Verlag 2007, ISBN 978-3-937-32933-8
- Genießen unter freiem Himmel – Deutsche Weinstrasse, B3 Verlag 2008, ISBN 978-3-938-78343-6
- Original Pfälzisch, Haedecke Verlag 2008, ISBN 978-3-775-00471-8
- Kartoffeln, Kosmos Verlag 2010, ISBN 978-3-440-12246-4
- Salate, Kosmos Verlag 2012, ISBN 978-3-440-13131-2
- Die schwäbische Küche, Kosmos Verlag 2011, ISBN 978-3-440-15172-3
- Grillgenuss für jede Jahreszeit Kosmos Verlag 2013, ISBN 978-3-440-15781-7
- Deutsche Küche neu entdeckt, Gräfe und Unzer 2015, ISBN 978-3-833-84927-5
- Das Prinzip Kochen, Gräfe und Unzer 2016, ISBN 978-9-024-57761-3
- Orientküche, Gräfe und Unzer 2018, ISBN 978-3-833-86467-4
- Heißluftfritteuse, Gräfe und Unzer 2018, ISBN 978-3-833-86801-6
- Suppen und Eintöpfe, Gräfe und Unzer 2019, ISBN 978-3-833-87076-7
- Kochen wie ein Profi, Stiftung Warentest 2019, ISBN 978-3-747-10104-9
- Uri Buri – meine Küche, Gräfe und Unzer 2020, ISBN 978-3-833-87580-9
- WILD, Gräfe und Unzer 2021, ISBN 978-3-833-87983-8
- Das erste Kochbuch, Gräfe und Unzer 2022, ISBN 978-3-833-88492-4
- Saftig vom Grill, Gräfe und Unzer 2022, ISBN 978-3-833-88446-7
- Fisch, Gräfe und Unzer 2022, ISBN 978-3-833-88448-1
- Himmlische Burger, Gräfe und Unzer 2023, ISBN 978-3-833-88808-3
- Israel Vegetarisch, Gräfe und Unzer 2023, ISBN 978-3-833-89087-1
- Schwaben: Meine kulinarische Heimat, 8 Grad Verlag, Freiburg 2023, ISBN 978-3-910-22818-4

## Auszeichnungen
- Silbermedaille der Gastronomischen Akademie Deutschlands (GAD) für Grillgenuss für jede Jahreszeit.
- „Eines der schönsten und innovativsten Bücher 2017“ der Stiftung Buchkunst für Das Prinzip Kochen.
- Gold beim Deutschen Kochbuchpreis 2020 für Uri Buri – meine Küche in der Kategorie Fisch & Meeresfrüchte.
- Bestes Reisekochbuch der IITB Book Awards 2021[6]